# Czerlejno
Czerlejno is een plaats in het Poolse district  Poznański, woiwodschap Groot-Polen. De plaats maakt deel uit van de gemeente Kostrzyn en telt 560 inwoners.